# Municipio San Juan Cancuc
Koordinaten: 16° 54′ N, 92° 22′ W
San Juan Cancuc ist ein Municipio im Zentrum des mexikanischen Bundesstaats Chiapas. 
Das Municipio hat etwa 29.000 Einwohner und eine Fläche von 173,62 km². Verwaltungssitz und größter Ort des Municipios ist das gleichnamige San Juan Cancuc.
Der Name Cancuc kommt aus dem Nahuatl und bedeutet Quetzals Stern; San Juan ist das spanische Äquivalent zu St. Johann.

## Geographie
Das Municipio San Juan Cancuc liegt zentral im mexikanischen Bundesstaat Chiapas auf Höhen zwischen 400 m und 2300 m. Es zählt zur Gänze zur physiographischen Provinz der Sierra Madre de Chiapas und liegt vollständig in der hydrologischen Region Grijalva-Usumacinta. Die Geologie des Municipios wird zu 45 % von Kalkstein bestimmt bei 39 % Sandstein-Lutit und 15 % schluffigem Sandstein; vorherrschende Bodentypen sind der Phaeozem (29 %), Luvisol (25 %), Leptosol (24 %) und Alisol (22 %). Etwa 55 % der Gemeindefläche dienen dem Ackerbau, 37 % sind bewaldet, 5 % werden von Weideland eingenommen.
Das Municipio San Juan Cancuc grenzt an die Municipios Sitalá, Chilón, Ocosingo, Oxchuc, Tenejapa, Chenalhó und Pantelhó.

## Bevölkerung
Beim Zensus 2010 wurden im Municipio 29.016 Menschen in 5.037 Wohneinheiten gezählt. Davon wurden 25.926 Personen als Sprecher einer indigenen Sprache registriert, darunter 23.978 Sprecher des Tzeltal. Gut 37 Prozent der Bevölkerung waren Analphabeten. 6.955 Einwohner wurden als Erwerbspersonen registriert, wovon über 87 % Männer bzw. 0,85 % arbeitslos waren. Über 80 % der Bevölkerung lebten in extremer Armut.

## Orte
Das Municipio San Juan Cancuc umfasst 37 bewohnte localidades, von denen nur der Hauptort vom INEGI als urban klassifiziert ist. Fünf Orte wiesen beim Zensus 2010 eine Einwohnerzahl von über 1000 auf, nur ein Ort hatte weniger als 100 Einwohner. Die größten Orte sind:
| Ort                  | Einwohner |
| San Juan Cancuc      | 6327      |
| Chiloljá             | 2415      |
| El Pozo              | 1758      |
| Nichteel San Antonio | 1726      |
| Chancolom            | 1132      |
| Nailchén             | 0953      |
| Baquelchán           | 0937      |